# 阿末扎希
阿末扎希·哈密迪 （1953年1月4日—），马来西亚政治人物，马来民族统一机构（巫統）主席，现任马来西亚副首相兼乡村及区域发展部长。2015－2018年也曾擔任副首相。他也是现任霹雳峇眼拿督国会议员。
2015年7月28日，他在内阁改组中接替因批评一个马来西亚发展有限公司丑闻（1MDB）而被革职的慕尤丁成为副首相，同时他也执行巫统署理主席的职务。2018年5月12日，扎希代掌巫统和国阵主席职位。同年10月18日，扎希第六次被马来西亚反贪污委员会传召录供，被控贪污、滥权及洗钱共47条罪名，包括10项刑事失信罪、8项贪污罪，以及27项洗钱罪。
2022年1月24日，联邦法庭宣判扎希挪用健康思维基金资金案的全部47项罪名表罪成立。

## 家庭
阿末扎希于1953年1月4日在霹雳峇眼拿督出生，是家中的长子。含扎希在内，父母共育有9个孩子：7个儿子、2个女儿。2013年他向印尼媒体透露指他是爪哇籍，他的双亲都出生于日惹库龙普罗格区（Kulon Progo）， 他的外祖父来自东爪哇的波諾羅戈，迎娶马来西亚马来籍的外祖母。 2011年10月1日，扎希的母亲因中风及心脏并发症而在家乡峇眼拿督去世。
扎希的女儿努鲁希达雅是马来西亚某电视节目的主播，也有参与志愿后备军。
他就读小学期间由被华裔家庭收养六年，因此会讲华语。曾与养父一起售卖冰淇淋。针对他反华的指控，他表示“我有华裔养父，我会反华人吗？”

## 政治生涯
1996年，阿末扎希获选为巫青团团长。除此之外，他也曾经是峇眼拿督区部的青年团团长、霹雳巫青团副团长及巫青团宣传部主任。

### 步入国会及巫统最高理事会
1995年大选，扎希在峇眼拿督国会议席初试啼声并获胜，首次成为国会议员。
1999年大选，扎希成功捍卫巴眼拿督国会议席。隔年在巫统党选获选为最高理事会成员。

### 受委部长
2004年大选再次蝉联国会议员，之后被委任旅游部副部长。经过2008年的政治海啸，尽管国阵数位重要领袖竞选失利，扎希仍再次蝉联峇眼拿督国会议席，之后受委首相署部长。2009年4月的内阁改组，扎希被委任为国防部长。
2013年大选扎希第五次当选峇眼拿督区国会议员，尽管多数票有所减少。5月15日他跟希山慕丁·胡先交换职位，前者就任内政部长，后者则担任国防部长。
2015年7月28日，他在内阁改组中被委任为副首相，代替因批评一个马来西亚发展有限公司丑闻（1MDB）而被革职的慕尤丁。

### 巫统主席
2018年5月12日，随着国阵在5月9日的大选惨败，纳吉宣布辞去国阵主席及巫统主席职，阿末扎希代掌巫统主席职，署理主席由希山慕丁代掌。随着马哈迪·莫哈末领导的希望联盟上台执政后，希盟下令彻查前朝政府涉嫌的所有贪污案例。扎希在同年10月18日被反贪污委员会传召录供，被控贪污、滥权及洗钱共47条罪名，但扎希否认所有控诉，并继续领导国阵成员马华和国大党与同样被希盟打压的伊斯兰党合作。
2019年9月14日，扎希领导国阵与伊斯兰党结为政治联盟，并提出全民共识 (马来西亚)，以选区不重叠和共同派出一名议员全力对决希盟国区议席礼选，试图推翻希盟政权。
希盟内部因众多内斗，于2020年2月24日引发政局大地震。扎希带领国阵成员在政治危机中全力支持慕尤丁，最终成功在3月1日协助慕尤丁担任第八任首相职位，建立国民联盟政权，巫统也因此重新上台执政，并掌控内阁18个部长职位，成为国盟政府内最大政党。希盟、净选盟称该政权为「后门政府」。扎希则因为贪污案缠身而沒有入主内阁，但依然是国阵主要领袖，并继续领导国阵攻打在2018年大选中落败的议席。

### 副首相（2022年至今）
2022年12月3日，扎希被安华·依布拉欣委任为副首相，这是他事隔四年后再任副首相。受委后不久， 概念股健坤马中（JIANKUN，8923，主要板房产）和微领科技（MQTECH，0070，创业板工业）随即出现人事变动，扎希的女儿努鲁希达雅和女婿赛夫尼占双双获得调升，引起议论。
2022年12月24日，阿末扎希在雪兰莪州一场活动上宣布委任争议人物拉美斯（Ramesh Rao）为副首相特别事务官，负责处理印裔事务。民主行动党槟城第二副首长拉玛沙米抨击该任命犹如侮辱印裔。拉美斯开腔为自身辩护，强调自己在协助人民方面有优良记录。

## 贪腐调查
2018年马来西亚大选后，新任首相马哈迪·莫哈末执政的希望联盟下令彻查前朝政府涉嫌的所有贪污案例。同年10月18日，扎希第六次被马来西亚反贪污委员会传召录供，被控贪污、滥权及洗钱共47条罪名，包括10项刑事失信罪、8项贪污罪，以及27项洗钱罪，成为马来西亚第二位被起诉的前副首相。
吉隆坡地庭法院起诉扎希首10项罪状，根据刑事法典第409条，对家庭管理的Yayasan Akal Budi基金会刑事失信，涉及金额2083万令吉； 他也在2009年反贪污法令第16(a)(b)条文下，面对8项贪污指控，涉及2125万令吉（公职员不得接受任何贵重物品或礼物）；两项指控涉及来自德达飞讯（Data Sonic Group Bhd）的贿赂，涉及金额600万令吉；涉嫌下令将5928万令吉的非法资金存入由Tetuan Lewis & Co拥有的银行账户，以通过该账户在乌鲁冷岳购买两座总值590万令吉的独立式洋房。还有另一项洗钱罪是30张合共689万令吉的支票，涉及总额达1亿1414万8983令吉。扎希否认所有罪名，随后法官同意，让辨方分两次交保，以200万令吉保释外出，后择定12月14日让案件过堂。
2018年12月14日，扎希被控方加控多一条罪名，指他挪用健康思维基金会（Yayasan Akal Budi）的1000万令吉资金，借贷给Armada 控股有限公司，抵触了失信罪。
2019年2月20日，扎希又再被控在2016年12月23日担任健康思维基金主席时，滥用该基金的26万令吉来支付给TS咨询与资源公司，再次抵触刑事法典409条文，刑事失信罪。
2019年6月26日，扎希涉嫌在2017至2018但任内政部长期间，收取Ultra Kirana私人有限公司总共新币424万新币（约1292万令吉）的贿金，为该公司延长合约，继续担任中国一站式中心服务和海外签证系统的供应商，被吉隆坡地庭法院，控多7项贪污控罪，但他否认所有罪名。法官同意阿末扎希以20万令吉保释金和一名担保人保外候审，案件延至7月31日过堂。随着罪名增加，他一共面对54项控罪。
2019年7日31日， 扎希的代表律师向法庭提出申请，要求将7项在吉隆坡地庭面控的贪污控状移交至莎亚南地庭联审，40项贪污控状在莎阿南地庭法院进行案件分开管理，这要求获得法院批准。但副检察司与辩方对于分开审理的法庭意见出现「分歧」，随后法庭判决案件展延至8月14日过堂。
2019年11月18日， 案件继续过堂，控方针对第1、2和27项条控状做出细微的日期和涉案金额修改作出指控，但阿末扎希否认所有罪名。同时他入禀法庭，申请挑战控方援引2009年反贪会法令及2001年反洗黑钱、反恐融资和非法活动收益法令对付他属违宪的，但被法院驳回。
2021年5月24日，扎希的律师强调，他从未接受过马来西亚令吉、新加坡元、美元或欧元形式的贿赂，他也没有承认对他的指控。扎希没有被定罪，这些指控是基于政治原因提出的，这是一个有选择的指控。 “任命UKSB为政府提供服务的承包商，是在其当事人还未担任担任内政部长之前做出的决定。所以，阿末扎希对此别没有任何关系。
2022年1月24日，高庭裁定扎希须为47项洗钱、刑事失信和贪污罪名出庭自辩。法官Datuk Collin Lawrence Sequerah宣判时表示，扎希的全部47项罪名皆表罪成立。扎希的代表律师郑宝德告诉法庭，他的当事人选择在证人栏宣誓自辩。扎希随后接受媒体访问时说，他遵守法庭的判决。
随著扎希被判表罪成立，巫统前蕉赖区部主席赛阿里认为，扎希应该暂停巫统所有重要职务，包括党主席一职。赛阿里在面子书上强调，党主席的空缺应由担任首相的党副主席依斯迈沙比里代理，直到党选。他说：“我分享这个观点，因为我担心巫统和国阵会在第15届全国大选中大胜时面临困难。”“第14届大选的结果对巫统来说应该是一个有用的教训，面对法庭案件并陷入滥用权力问题的领导人将成为党的负担，并被选民嘲笑和拒绝。”“我也认为，州选举的结果并不能反映任何政党的真正实力，因为大选时选民有不同的看法和信心。”

## 争议

### 法律诉讼
扎希被商人阿米尔阿都拉巴兹里起诉，指控扎希在2006年1月16日位于雪兰莪州加影的一间公寓俱乐部殴打他，导致他鼻骨骨折及左眼肿胀。

### 争议言论
2013年马来西亚大选后因为选举舞弊和操纵选票疑云，而出现了一系列的黑色505集会，扎希表示那些不满马来西亚选举制度的人应该移居国外。这声明引起了公众的不满，在这多元种族国度里质疑他未来的政治仕途。这声明是因为在野党拒绝接受第13届大选成绩而发起一系列街头抗议后发表的。他就职内政部长后就下令打击在野党领袖和异议人士，使用煽动法令企图压制在野党的声音而陷入更大的争议。
2013年10月，在马六甲的一个讲座上，扎希表示鼓励警方进行逮捕行动时，可以射杀那些危险的罪犯包括一些黑帮组织成员。
扎希曾发表“华人不感恩”言论指出，华裔生活已安逸，投选民主行动党，是不感恩的，遭行动党全国副主席郭素沁批评并要求收回言论及向华社道歉。
2017年7月30日，扎希在雪州为巫统格拉那再也区部大会开幕式爆料称马哈迪·莫哈末非纯正马来人，并声称从国民登记局取得他的旧款身份证副本，指他名字是“Mahathir a/l Iskandar Kutty”并说出旧身份证号码。后马哈迪的长女玛丽娜·马哈迪接受《自由今日大马》访问时谴责扎希指其父亲拥有印裔血统非但不实，同时也具有种族和性别歧视。
2022年8月27日，扎希在特别汇报会说，所有巫统支部和区部党员将会接到指示参与请愿活动，以示支持因SRC洗钱案入狱的前首相纳吉·阿都拉萨。民主行动党巴生国会议员查尔斯圣地亚哥指出，若让刚入狱的纳吉获得皇家特赦，这无疑是嘲弄司法机构。（参见：对纳吉·阿都拉萨入狱的反应）

2022年10月10日，扎希在第76届国大党大会上致词时提到，如果国阵不能赢得来届大选，下场会更悲惨。他说，若出现这种局面，将有更多国阵领袖会陷入官司，这正是发生在前首相纳吉·阿都拉萨身上的事情。扎希说：
|        | 我们必须大比数赢下选举。现在或永远不会。如果我们被击败，不仅我会受到指控，（巫统署理主席）莫哈末哈山将是下一个。（国大党主席）维纳斯瓦兰别笑，你也会是下一个，（马华总会长）魏家祥，他们不会忘记你。 |
| ——扎希 | |

前首相马哈迪·莫哈末表示，扎希的此言论已证明，巫统要举行大选的主要目的，是为避免被控和被定罪，而非为了国家和人民。马华公会总会长魏家祥则为扎希辩护，称扎希只是开玩笑，并强调马华无惧反贪会调查。

### 安努亚力数七宗罪
2021年1月6日，原国阵总秘书安努亚慕沙被扎希革职后，开始力数扎希七宗罪，包括违反党原则，擅自决定支持人民公正党主席安华·依布拉欣出任首相、企图与民主行动党组成新政治联盟，以及多次动摇国民联盟政府的稳定。

## 轶事
2021年3月28日，扎希在巫统代表大会上发表政策演说时口误，错把“拒绝安华”念成“拒绝巫统”，引起出席代表哄堂。
2021年10月6日，扎希涉嫌健康思维基金会的贪污、洗钱和失信案续审，他在当天出庭时所戴的口罩为LG Puricare口罩型空气净化器，与国家基建公司前主席达祖丁·阿都拉曼此前所戴的口罩属于同一系列。这款口罩可彻底净化周遭空气，可过滤97.1%病毒，不过，在网购平台售价一片就高达1699令吉。
2022年马来西亚大选后，由于扎希力挺安华·依布拉欣任相，一时圈粉无数，华裔网民戏谑地称之为英雄、帅哥、扎希哥。他在一个马来西亚哔哩哔哩博主放出的2023年政府官员拜年视频中因为念自己的名字时语速太快，被网友们在弹幕中戏称为“扎希（哈）BB”。

## 封衔

### 马来西亚封衔
- 吉兰丹 :
  -  吉兰丹王冠拿督勋章 (DPMK) – 拿督 (2005)[62][63]
  -  吉兰丹精神斯里勋章 (SJMK) – 拿督 (2009)[62][64]
- 马六甲 :
  -  马六甲荣誉勋章 (DMSM) – 拿督 (1993)[62]
  -  马六甲乌达玛勋章 – 拿督斯里乌达玛 (2015)[62][65]
- 彭亨 :
  -  苏丹阿末沙效忠斯里勋章 (SSAP) – 拿督斯里 (2008)[62][66]
- 霹靂 :
  -  霹雳王冠成员勋章 (AMP) (1992)[67]
  -  霹雳王冠拿督勋章 (DPMP) – 拿督 (2001)[62]
  -  霹雳王冠斯里勋章 (SPMP) – 拿督斯里 (2008)[62][68]
  -  苏丹纳兹林沙勋章 (SPSN) – 皇家拿督斯里 (2015)[62]
- 沙巴 :
  -  神山领袖勋章 (SPDK) – 拿督斯里邦里玛 (2011)[62][69]
- 砂拉越 :
  -  砂拉越之星国家领袖勋章 (PNBS) – 拿督斯里 (2013)[62][70]
  -  翠鸟之星拿督巴丁宜勋章 – 拿督巴丁宜 (2016)[62][71]